# Kooksteentjes

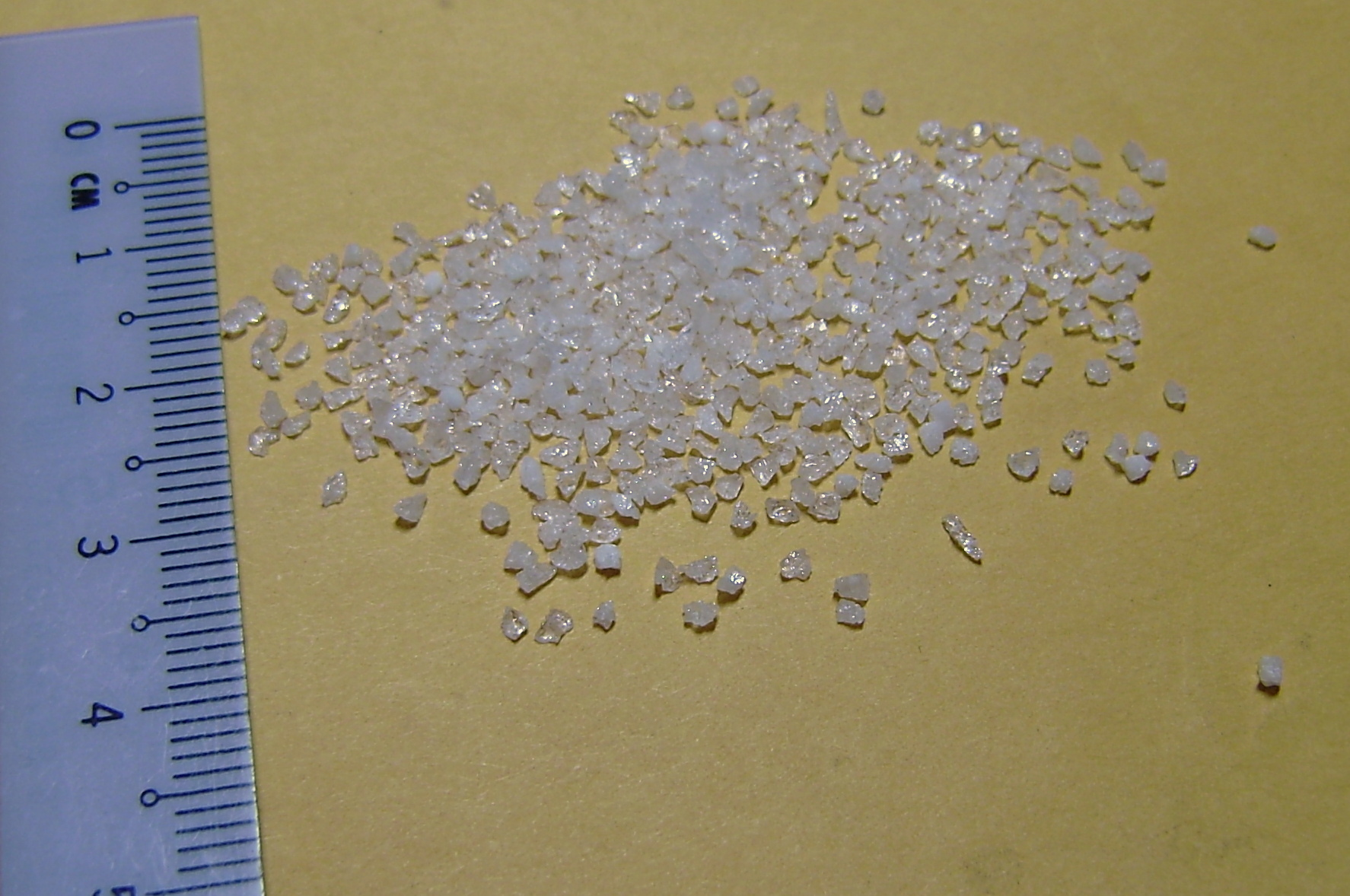
Kooksteentjes

Kooksteentjes worden gebruikt om kookvertraging te voorkomen en om het regelmatig koken te bevorderen. Kookvertraging is het verschijnsel dat een vloeistof in zeer schoon glaswerk bij het aan de kook brengen tot boven zijn kookpunt verwarmd wordt. Op het moment dat de vloeistof dan gaat koken gaat dat zeer heftig, er ontstaan dan in zeer korte tijd zoveel dampbellen in de vloeistof dat meestal het grootste deel van de vloeistof uit het vat spuit. Dat kan ongewenste resultaten geven en/of gevaar opleveren.

## Typen kooksteentjes
Er zijn verschillende typen kooksteentjes:
- puimsteen: na gebruik weggooien, werkt slechts 1 x, vervuilt de vloeistof. Ook gemalen baksteen wordt gebruikt.
- carborundum (siliciumcarbide): enkele malen bruikbaar
- glasparels: vrijwel inert, werken minder goed dan puimsteen of carborundum, herbruikbaar
- teflonbolletjes

## Werking
Kookvertraging treedt op door de werking van de oppervlaktespanning van een vloeistof. De oppervlaktespanning zorgt ervoor dat hoe kleiner een belletje in een oplossing is, hoe groter het drukverschil tussen de vloeistof en het belletje zal zijn. De druk is afhankelijk van de straal van het belletje. Als er geen oneffenheden en dampkernen in de vloeistof aanwezig zijn, ontstaan er niet snel kleine dampbelletjes, vanwege de hoge benodigde druk. Kooksteentjes leveren dampkernen en/of oneffenheden. Ook kan het in beweging houden van een vloeistof kookvertraging tegengaan.
Poreuze kooksteentjes staan minuscule gasbelletjes af, die dienen als dampkernen. Deze steentjes werken na één of een paar keer gebruik nauwelijks meer. Als de steentjes niet vervuild zijn kunnen ze na goed drogen eventueel weer hergebruikt worden. Veiliger is het gebruik van nieuwe kooksteentjes.
Naast het principe van vorming van gasbelletjes, wordt aan een ruw oppervlak plaatselijk de grensvlakspanning verlaagd, waardoor ook gemakkelijker dampbellen kunnen ontstaan. Niet-poreuze kooksteentjes, zoals glasparels, werken alleen volgens dit principe. Ook andere oneffenheden, zoals krasjes in het vat waarin de vloeistof gekookt wordt, of stofdeeltjes, gaan kookvertraging tegen.
Niet-poreuze kooksteentjes zijn minder effectief dan poreuze kooksteentjes.

## Vacuümdestillatie
Bij vacuümdestillatie kunnen geen kooksteentjes gebruikt worden, maar dient gebruikgemaakt te worden van een capillair, die in de vloeistof uitkomt. De belletjes uit dit capillair vormen de dampkernen, en houden de vloeistof in beweging, waardoor kookvertraging tegengegaan wordt.